# Гречишкино (станция)
Гречи́шкино — железнодорожная станция Краснодарского региона Северо-Кавказской железной дороги, находящаяся в станице Тбилисской Краснодарского края. До 1902 года станция называлась «Розовая», а затем переименована по ходатайству схода казаков в память сотника Андрея Леонтьевича Гречишкина.
| Пригородное сообщение по станции | Пригородное сообщение по станции | Пригородное сообщение по станции | Пригородное сообщение по станции |
| № поезда                         | Маршрут движения                 | № поезда                         | Маршрут движения                 |
| -------------------------------- | -------------------------------- | -------------------------------- | -------------------------------- |
| Пригородный                      | Армавир — Краснодар              | Пригородный                      | Краснодар — Армавир              |
| Пригородный                      | Кавказская — Краснодар           | Пригородный                      | Краснодар — Кавказская           |

## Дальнее следование по станции
| Круглогодичное обращение поездов | Круглогодичное обращение поездов | Круглогодичное обращение поездов | Круглогодичное обращение поездов |
| № поезда                         | Маршрут движения                 | № поезда                         | Маршрут движения                 |
| -------------------------------- | -------------------------------- | -------------------------------- | -------------------------------- |
| 377                              | Москва — Новороссийск            | 378                              | Новороссийск — Москва            |
| 677                              | Владикавказ — Новороссийск       | 678                              | Новороссийск — Владикавказ       |
| 817 «Ласточка»                   | Кисловодск — Краснодар           | 818 «Ласточка»                   | Краснодар — Кисловодск           |
| Сезонное обращение поездов       |                                  |                                  |                                  |
| 607                              | Владикавказ — Анапа              | 608                              | Анапа — Владикавказ              |